# Frans Crols
Franciscus (Frans) Johannes Ludovicus Emmanuel Crols (Turnhout, 24 december 1942) is een Belgisch redacteur, journalist en bestuurder.

## Levensloop
Crols volgde een opleiding tot licentiaat handels- en consulaire wetenschappen. Hij deed zijn burgerdienst in Belgisch-Congo, waar hij les gaf in een missiepost, later werd hij er kaderlid van de Compagnie Maritime Belge. Tevens was hij correspondent voor de Gazet van Antwerpen onder de schuilnaam ‘Iskra’.
Na zijn terugkeer in België ging hij aan de slag als economisch redacteur bij Gazet van Antwerpen. In 1976 maakte hij de overstap naar Roularta waar hij achtereenvolgens redacteur, redactiechef, hoofdredacteur en directeur van het financieel-economische weekblad Trends was. In 2007 nam hij tijdelijk het hoofdredacteurschap van het tijdschrift opnieuw op nadat Piet Depuydt deze functie in juni 2007 had neergelegd, in oktober van hetzelfde jaar werd Guido Muelenaer aangesteld als hoofdredacteur.
Als columnist neemt Frans Crols Vlaamsgezinde standpunten in. Hij was tevens lid van de denkgroep In de Warande die in november 2005 het Manifest voor een Zelfstandig Vlaanderen in Europa publiceerde. Hij zorgde voor controverse toen hij als gastspreker op de IJzerwake in augustus 2009 stelde desnoods Brussel te laten vallen om Vlaamse onafhankelijkheid te bereiken.
Crols is kernlid van de Vlaams-republikeinse denkgroep Res Publica en lid van de adviesraad van de rechtse denktank Libera!. Onder de schuilnaam 'John Bull' schrijft hij wekelijks voor het Vlaamsgezinde weekblad 't Pallieterke. Hij schrijft ook voor de nieuwswebsite SCEPTR (en was medeoprichter van Sceptr vzw), Doorbraak, Tertio en het kwartaalblad Neerlandia.
Hij was bestuurder van de Amber Holding, de vastgoedgroep van de Vlaamsgezinde ondernemer Rudi Van der Paal.